# Orígens dels hutus, tutsis i twa
Els orígens dels hutus, tutsis i twa és una qüestió important en les històries de Ruanda i Burundi, així com a la regió dels Grans Llacs d'Àfrica. La relació entre les dues poblacions modernes és, per tant, en molts aspectes, derivada des dels orígens percebuts i reclamada a "ruanditat." Els conflictes més grans relacionats amb aquest tema van ser els genocidi de Ruanda, els genocidis burundesos i la Primera i Segona Guerra del Congo.
L'estudiós ugandès Mahmoud Mamdani identifica almenys quatre fundacions diferents per estudis que donen suport a l'escola de pensament "diferència distinta entre hutus i tutsis": fenotip, genotip, memòria cultural dels habitants de Ruanda, arqueologia i lingüística.
La majoria de tutsis i hutus porten l'haplogrup paternal E1b1a, que és comú entre les poblacions bantus.

## Estudis genètics
Estudis més recents han restat importància a l'aparença física, com ara l'altura i l'amplada del nas, en favor de l'examen dels factors de sang, la presència de l'anèmia de cèl·lules falciformes, intolerància a la lactosa en adults, i altres expressions genotip. Excoffier et al. (1987) van trobar que tutsis i hema, tot i ser envoltats de poblacions bantus són "més a prop genèticament per cuixtes i etiosemites".
Un altre estudi va concloure que, mentre que l'anèmia de cèl·lules falciformes entre els hutu de Ruanda era comparable a la dels pobles veïns, era gairebé inexistent entre els tutsis de Ruanda. La presència de l'anèmia de cèl·lules falciformes és una prova de supervivència en presència de malària sobre molts segles, el que suggereix orígens diferents. Estudis regionals de la capacitat de digerir lactosa també li donen suport. La capacitat de digerir la lactosa entre els adults només està molt estesa entre nòmades del desert que viuen en grups depenien de la llet durant mil·lennis. Tres quartes parts dels adults tutsi de Ruanda i Burundi, tenen una alta capacitat de digerir la lactosa, mentre que només el 5% dels adults dels veïns shis de l'est del Congo hi poden. Entre els hutu, un de cada tres adults té una alta capacitat de digestió de la lactosa, un nombre sorprenentment alt per a un poble agrari, el que Mamdani suggereix que pot ser el resultat de segles de matrimonis mixtos amb tutsis.
Bethwell Allan Ogot en la Història general de la UNESCO (1988) assenyalà posteriorment que el nombre de pastors a Ruanda es va incrementar bruscament al voltant del segle xv. Encara que Luis et al. (2004) en un estudi més general de marcadors bial·lèlics en molts països africans van trobar una diferència estadísticament significativa de diferència genètica entre tutsis i hutus, la diferència general no era gaire ample.

### ADN-Y (paternal)
Els estudis genètics actuals del Cromosoma Y generalment indiquen que els tutsis, com els hutus, són majoritàriament d'extracció bantu (60% E1b1a, 20% B, 4% E3). Les influències genètiques paternes associades a la Banya d'Àfrica i Àfrica del Nord són poques (menys del 3% E1b1b), i s'atribueixen a habitants molt anteriors que havien estat assimilats. Tanmateix, els tutsis tenen considerablement més llinatges paterns haplogroup B (14.9% B) que els hutu (4.3% B).
Trombetta et al. (2015) van trobar un 22.2% d'E1b1b en una petita mostra de tutsis de Burundi, però no hi ha portadors de l'haplogrup entre les poblacions locals hutu i twa. El subclade era de la varietat M293, la qual cosa suggereix que els ancestres dels tutsis en aquesta àrea podrien haver assimilat alguns pastors cuixítics meridionals.

### ADN autosòmic (ascendència global)
En general, els tutsis semblen compartir una genètica propera amb les poblacions bantus veïnes, particularment els hutus. Tanmateix no és clar si aquesta similitud es deu principalment als intercanvis genètics extensius entre aquestes comunitats pels matrimonis mixtes o si finalment es deriva d'orígens comuns:
| « | [...]generacions de flux gènic van esborrar qualsevol distinció física clara que podria haver existit entre aquests dos pobles bantus, reanomenats per l'altura, la constitució corporal, i els trets facials. Amb un espectre de variacions físiques en els pobles, les autoritats belgues legalitzaren l'afiliació ètnica en la dècada de 1920, basada en criteris econòmics. Conseqüentment les divisions socials formals i discretes han estat imposades sobre distincions biològiques ambigües. Fins a cert punt, la permeabilitat d'aquestes categories en les dècades següents van ajudar a cosificar les distincions biològiques, generant d'una elit més alta i classe baixa més baixa, però amb poca relació amb els fons de gens que existien des de fa segles. Les categories socials són reals, doncs, però hi ha poca o cap diferenciació genètica detectable entre hutus i tutsis. | » |

Tishkoff et al. (2009) van trobar que les seves mostres mixtes hutu i tutsi de Rwanda eren predominantment d'origen bantu, amb un flux gènic menor de comunitats afroasiàtiques (17,7% gens afroasiàtics trobat en la població mixta hutu/tutsi).

## Argument antropològic
Mentre la majoria dels partidaris de la teoria de la migració també són partidaris de la "teoria camítica", que afirma que els tutsis provenien de la Banya d'Àfrica, una teoria posterior proposava que els tutsi havien migrat de l'interior d'Àfrica oriental i que les diferències físiques eren el resultat de la selecció natural en un clima sec i àrid durant milers d'anys. Entre les teories més detallades hi ha una presentada per Jean Hiernaux, basada en estudis de factors sanguinis i arqueologia. Observant el registre fòssil d'una població alta amb característiques estretes facials de fa uns quants milers d'anys a l'Àfrica oriental, inclosos llocs com la cova Gambles, la vall del Rift (Kenya) i la gorja d'Olduvai al nord de Tanzània, Hiernaux argumenta que mentre hi havia una migració, no era tan dramàtica com algunes fonts havien proposat. Ataca explícitament la teoria camítica que els emigrants d'Etiòpia havien portar la civilització a altres africans.:46–47
Tanmateix, a la llum dels recents estudis genètics, la teoria de Hiernaux sobre l'origen dels tutsis a l'est d'Àfrica sembla dubtosa. També ha demostrat que els tutsis porten poca o cap influència genètica del Nord-est d'Àfrica en la seva línia paterna. Per altra banda, no hi ha dades actuals disponibles per a l'ADNmt dels tutsis, cosa que podria haver ajudat donat llum sobre el seu origen.

## Hipòtesis de migració vs. hipòtesi camítica
Els erudits colonials que trobaren societats complexes a l'Àfrica subsahariana va desenvolupar la hipòtesi camítica, és a dir, que "europeus negres" havien emigrat cap a l'interior d'Àfrica, conquerint els pobles primitius que hi van trobar i introduint la civilització. La hipòtesi camítica continua fins als nostres dies, tant dins com fora dels cercles acadèmics. Els estudiosos van desenvolupar una hipòtesi de la migració per a l'origen dels tutsis que rebutjava la tesi camítica, el concepte que el tutsis eren civilitzadors estrangers també va ser qüestinada.
Una escola de pensament assenyala que l'influx dels pastors en el segle xv podria haver tingut lloc al llarg d'un període prolongat de temps i haver estat pacífica, en comptes de sobtada i violenta. La distinció clau va fer que aquesta migració no era el mateix que una conquesta. Altres estudiosos deslliguen l'arribada dels tutsis del desenvolupament del pastoralisme i al començament del període de construcció de l'estat. Sembla clar ser que el pasturatge va ser practicat a Ruanda abans de la immigració del segle xv, mentre que les dates de la formació de l'Estat i l'influx de pastors no ho fan totalment plegats. Aquest argument també intenta reduir la importància de la migració de pastors.
Altres estudis assenyalen encara que aquesta transmissió cultural es pot produir sense una migració humana real. Això planteja la qüestió de quant canvi en els segles XV i XVI va ser el resultat d'una afluència de persones oposada a la població existent exposada a noves idees. Els estudis que s'apropen al tema de la puresa racial estan entre els més controvertits. Els estudis que s'apropen al tema de la puresa racial estan entre els més controvertits. Aquests estudis assenyalen que els migrants pastorals i els pre-emigrants ruandesos van viure junts durant segles i van practicar un extens inter-matrimoni. La noció que els ruandesos actuals poden reclamar línies de sang exclusivament tutsis o hutus és força qüestionada.:48–49